# تشارلز ن. فولر
تشارلز ن. فولر هو محامي وسياسي أمريكي، ولد في 2 نوفمبر 1852 في لينا في الولايات المتحدة، وتوفي في 27 مايو 1932 في أورانج ‏ في الولايات المتحدة. نشط حزبياً في الحزب الجمهوري. وقد انتخب عضو مجلس النواب الأمريكي ‏.